# Alexis Habiyambere
Alexis Habiyambere SJ (* August 1939 in Save) ist ein ruandischer Ordensgeistlicher  und emeritierter römisch-katholischer Bischof von Nyundo.

## Leben
Alexis Habiyambere trat der Ordensgemeinschaft der Jesuiten bei und empfing am 1. August 1976 die Priesterweihe.
Papst Johannes Paul II. ernannte ihn am 2. Januar 1997 zum Bischof von Nyundo. Die Bischofsweihe spendete ihm der Altbischof von Nyundo, Wenceslas Kalibushi, am 22. März desselben Jahres; Mitkonsekratoren waren Frédéric Rubwejanga, Bischof von Kibungo, und Thaddée Ntihinyurwa, Erzbischof von Kigali.
Papst Franziskus nahm am 11. März 2016 seinen altersbedingten Rücktritt an.